# Maserati
Maserati è un'azienda italiana produttrice di automobili sportive di lusso.
Fondata a Bologna il 1º dicembre 1914 da Alfieri Maserati, la direzione è stata spostata nel 1939 a Modena dopo l'acquisto dell'azienda da parte dell'imprenditore modenese Adolfo Orsi, tuttora sede del marchio. Dal 1968 al 1975 è stata di proprietà della casa francese Citroën per poi essere acquisita dal pilota e industriale Alejandro de Tomaso. Nel 1993 passò al Gruppo Fiat, che le permise di collaborare con il marchio Ferrari. Dopo la fusione tra il FCA e PSA appartiene al comprensorio 
Stellantis dal 2021.
La casa ha partecipato a numerose competizioni tramite la divisione sportiva Maserati Corse, correndo inizialmente nella Formula Grand Prix, poi in Formula 1, dove ha vinto due campionati del mondo piloti, ma anche nelle gare di Endurance. Dopo una crisi finanziaria, la squadra non ha più gareggiato all'interno di nessun campionato ufficiale fino al 2004, quando si iscrisse al FIA GT, guadagnando sei titoli mondiali nella classe GT1. Dal 2022 è impegnata in Formula E e dal 2024 in GT2.

## Storia

### Gli inizi
La storia della Maserati inizia il 1º dicembre 1914 a Bologna, quando il pilota Alfieri Maserati fondò un'officina specializzata nell'elaborazione di vetture Isotta Fraschini assieme ai fratelli Ernesto ed Ettore. Durante la Prima Guerra Mondiale, Alfieri progettò una candela d'accensione per motori, per la quale nascerà a Milano la “Fabbrica Candele Maserati”, che verrà poi spostata a Bologna nel 1919. Successivamente si concentrò sul mondo delle corse assieme al fratello Ernesto, ottenendo numerosi titoli in gare di notevole importanza per l'epoca come il Mugello, l'Aosta-Gran San Bernardo e la Susa-Moncenisio a bordo delle vetture da loro elaborate.
Nel 1922 i fratelli Maserati ricevettero l'incarico di dirigere l'attività sportiva della casa torinese Diatto con Alfieri come pilota principale, ma dopo soli tre anni, a causa dei debiti, la casa piemontese si ritirò dalle competizioni.
La prima vettura a marchio Maserati fu la Tipo 26 del 1926, una vettura da corsa derivata dalla Diatto 30 Sport, equipaggiata con un nuovo motore 1.5 a otto cilindri in linea da 120 CV. Fece il suo debutto nelle competizioni alla Targa Florio del 1926, ottenendo la vittoria di classe e la nona posizione assoluta. Nello stesso anno, Mario Maserati, l'unico dei fratelli che aveva preferito la carriera artistica a quella automobilistica, disegnò il celebre logo del Tridente, ispirato alla fontana del Nettuno a Bologna.
Negli anni successivi, Maserati si affermò nelle corse automobilistiche, ottenendo successi significativi come la Coppa dell'Etna nel 1928 e la prima storica vittoria internazionale nel 1929 al Gran Premio di Tripoli, con la Tipo V4 16 cilindri guidata da Borzacchini, che nei 10 km lanciati di Cremona fece registrare il nuovo record mondiale di velocità, con 247,933 km/h. Tuttavia, nel 1932, Alfieri perse la vita a causa dei traumi subiti in un incidente automobilistico di 5 anni prima e Ernesto abbandonò la carriera di pilota per occuparsi della parte tecnica dell'azienda insieme a Ettore, mentre Bindo, il secondogenito dei fratelli Maserati, ne divenne il presidente.

### La gestione Orsi
Dopo pochi anni dalla morte di Alfieri il peso finanziario e la gestione della fabbrica diventarono insostenibili per i fratelli Maserati. Così nel 1937 cedettero l'attività all’imprenditore modenese Adolfo Orsi, rimanendo però consulenti tecnici. Nel 1939 Orsi trasferì la produzione da Bologna a Modena, tuttora sede del marchio. Verso la fine degli anni Trenta, la casa del tridente sviluppò la 8CTF, una monoposto grazie alla quale conquistò due vittorie consecutive alla 500 Miglia di Indianapolis nel 1939 e nel 1940, che ad oggi è l'unica vettura italiana ad aver compiuto l'impresa.
Con il termine della seconda guerra mondiale, la casa modenese realizzò la prima vettura stradale, una coupé disegnata da Pininfarina dotata di un motore a sei cilindri in linea denominata Maserati A6, prodotta in numerose varianti dal 1947 al 1956, sia stradali che sportive. Nello stesso anno terminò il contratto dalla durata di dieci anni che permetteva ai fratelli Maserati di restare nell'azienda, così fondarono per conto proprio un'officina volta alla produzione di vetture da competizione, la OSCA, che negli anni successivi vinse alcuni Gran Premi e partecipò alla Formula 1.

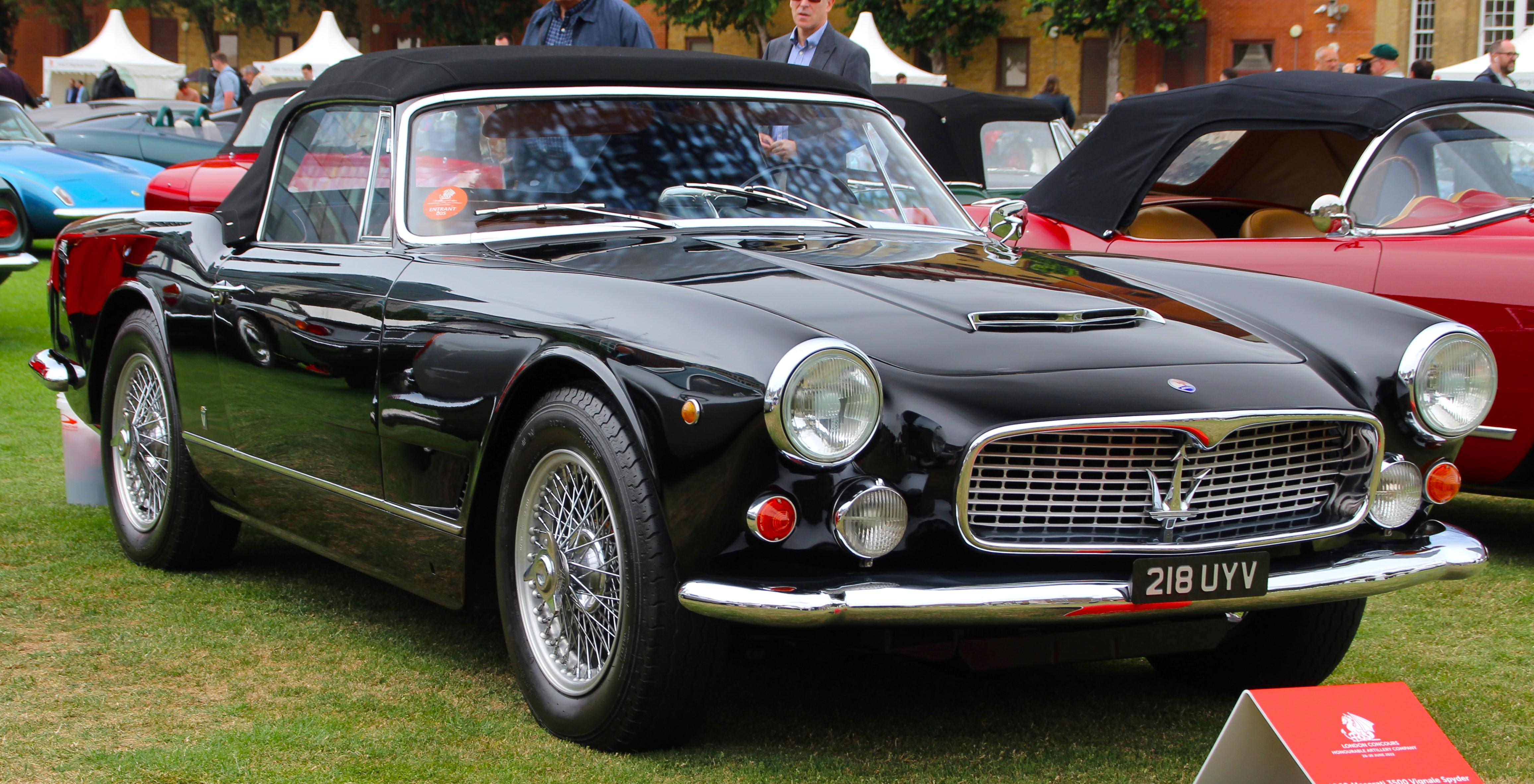
la 3500 GT Spyder del 1960

Nel 1957 entra in produzione la 3500 GT, GranTurismo stradale progettata dall'ingegner Giulio Alfieri, vettura con un nuovo propulsore a sei cilindri in linea che fece aumentare nettamente la produzione Maserati. Da essa ne derivò una vettura più potente, la 5000 GT, di cui fu realizzata una versione speciale per lo Scià di Persia Reza Pahlavi. Nel 1962 è il turno della Sebring, coupé sportiva con un sei cilindri, mentre l'anno successivo nascono due importanti modelli, la Quattroporte, la prima berlina di lusso ad alte prestazioni di sempre capostipite di una lunga serie arrivata fino ai giorni nostri, e la Mistral, disegnata da Pietro Frua per sostituire la 3500 GT. Un'altra coupé nata sotto la direzione Orsi è la Mexico del 1966, nominata in tal modo a causa della vittoria della Cooper T81 con motore Maserati al Gran Premio del Messico 1966 di Formula 1. L'ultima vettura progettata sotto la direzione Orsi fu la Ghibli, un'auto che sin dalla sua presentazione nel 1967 riscosse un notevole successo grazie al suo design, ad opera di Giorgetto Giugiaro.

### I successi nelle competizioni

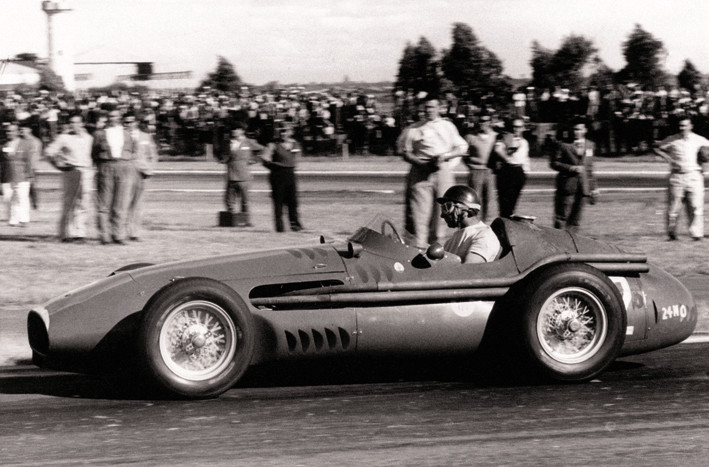
La 250F guidata da Fangio

Successivamente Maserati fece il suo ritorno nelle competizioni riammodernando la 4CL, vettura che negli anni Quaranta vinse sei gare nella classe voiturette, Il risultato fu il modello 4CLT/50, introdotto nell'anno inaugurale del Campionato del mondo di Formula 1 del 1950. Tra il 1954 e il 1960 Maserati partecipò all'interno della Formula 1 con la 250F, dotata di un motore 6 cilindri da 240 cavalli, debuttò al Gran Premio d'Argentina 1954 vincendo la gara con Juan Manuel Fangio, che fece suo anche il Gran Premio del Belgio prima di passare alla scuderia Mercedes. I punti ottenuti con le due squadre permisero al pilota italo-argentino di conquistare il Titolo Mondiale Piloti. L'anno successivo Fangio colse quattro successi compreso l'incredibile GP di Germania, che fu successivamente soprannominato come la gara del secolo, e si laureò campione del mondo per la quinta volta.
Oltre alla Formula 1, la Maserati gareggiava anche nelle gare di durata: nel 1953 presentò la A6GCS/53, una barchetta che trionfò nella Mille Miglia, nella Targa Florio e dominò nel campionato 2 litri Sport. Di questa vettura ne furono realizzate 4 in versione berlinetta dalla Carrozzeria Pininfarina, definita sessant'anni dopo l'auto del centenario Maserati dai cultori del marchio e dalla casa madre, durante i festeggiamenti dei cento anni Maserati nel 2014. Nel 1955 la scuderia presenta la 300S, derivata dalla 250F della F1, che ha gareggiato nel campionato mondiale sport prototipi dal 1955 al 1958 vincendo alla 1000 km del Nürburgring nel 1956 e ottenendo il secondo posto nel mondiale marche. Verso la fine degli anni '60 nacque la Tipo 60, che è stata protagonista nelle gare di resistenza, come alla 24 Ore di Le Mans e alla 12 Ore di Sebring, pur non conquistando la vittoria. Fu conosciuta con il nome "Birdcage" a causa del suo particolare telaio formato da tralicci intrecciati ed ebbe tre eredi, la Tipo 61, 63 e 64, ma successivamente fu costretta a ritirarsi dal mondo delle competizioni a causa di una crisi finanziaria.

### Il passaggio a Citroën

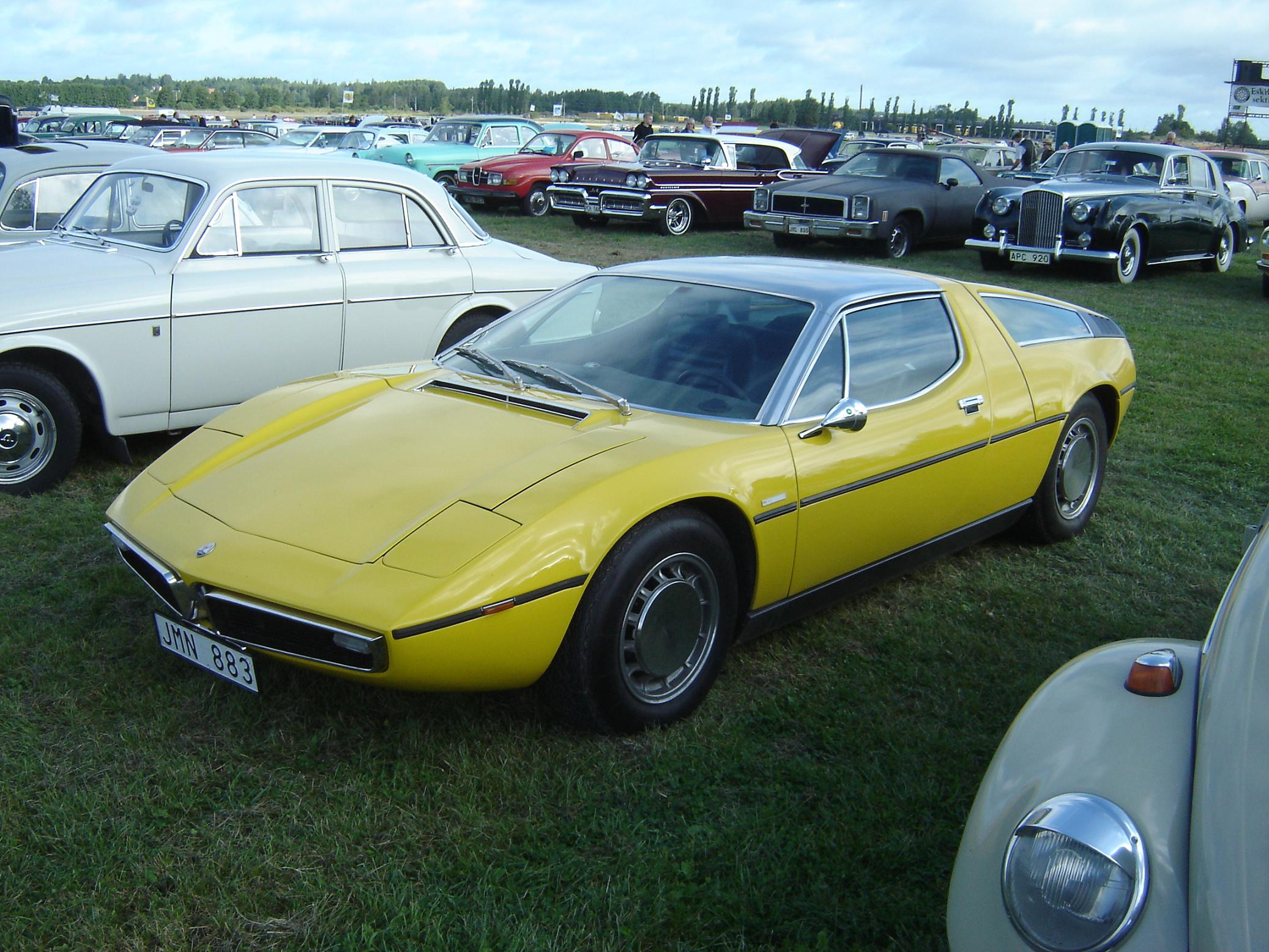
Un esemplare di Bora

Nonostante i successi sportivi e le buone vendite delle vetture stradali, la casa modenese si trovò nuovamente in crisi a causa di alcuni debiti di Orsi, che per evitarne il fallimento, nel 1968 cedette l'azienda alla Citroën, rimanendone il presidente nominale. La relazione tra le due case iniziò come una joint venture, in cui Maserati avrebbe progettato e prodotto un motore per l'ammiraglia di Citroën chiamata SM. Lanciata nel 1970, la SM era un coupé a quattro posti a trazione anteriore, equipaggiata con un motore Maserati V6. Il primo progetto sotto la direzione francese è stata l'Indy del 1969, una GT a quattro posti carrozzata da Vignale con un propulsore V8, ne furono realizzati 1.100 esemplari. Fu poi creata la Bora nel 1971, la prima automobile stradale Maserati a motore centrale, dotata di sospensioni indipendenti a quattro ruote. L'anno seguente, partendo dalla Bora come base fu creata la Merak, utilizzando però un meno potente V6 derivato dalla Citroën SM. La sostituta della riuscita Ghibli fu la Khamsin, disegnata da Bertone nel 1973, una granturismo a motore anteriore. L'ultima creazione sotto la proprietà della casa francese fu la seconda generazione di Quattroporte, unica Maserati mai prodotta a trazione anteriore, equipaggiata con il V6 della SM, non entrò mai in produzione eccetto alcuni prototipi, dato che l'azienda era stata fortemente indebolita a causa della crisi petrolifera del 1973, evento che portò la Citroën a porre l'azienda in liquidazione nel 1975. Infatti, la domanda di vetture sportive e gran turismo è diminuita drasticamente a causa dei costi di mantenimento, l'unica automobile Maserati che ha continuato a vendere in quantità apprezzabili è stata la Merak grazie alla piccola cilindrata. Citroën invece è andata in bancarotta e iniziò il processo di incorporazione nella PSA Peugeot Citroën.

### L'epoca de Tomaso
L'8 agosto 1975, la proprietà di Maserati passò da Citroën alla società statale italiana GEPI mentre Alejandro de Tomaso, ex pilota automobilistico e proprietario dell'omonima azienda, ne divenne il presidente. Dopo l'acquisizione totale di Maserati da parte di de Tomaso nell'agosto 1975, licenziò l'ingegnere Alfieri il giorno stesso, il quale si era opposto al suo primo tentativo di acquisizione della casa modenese nel 1968.

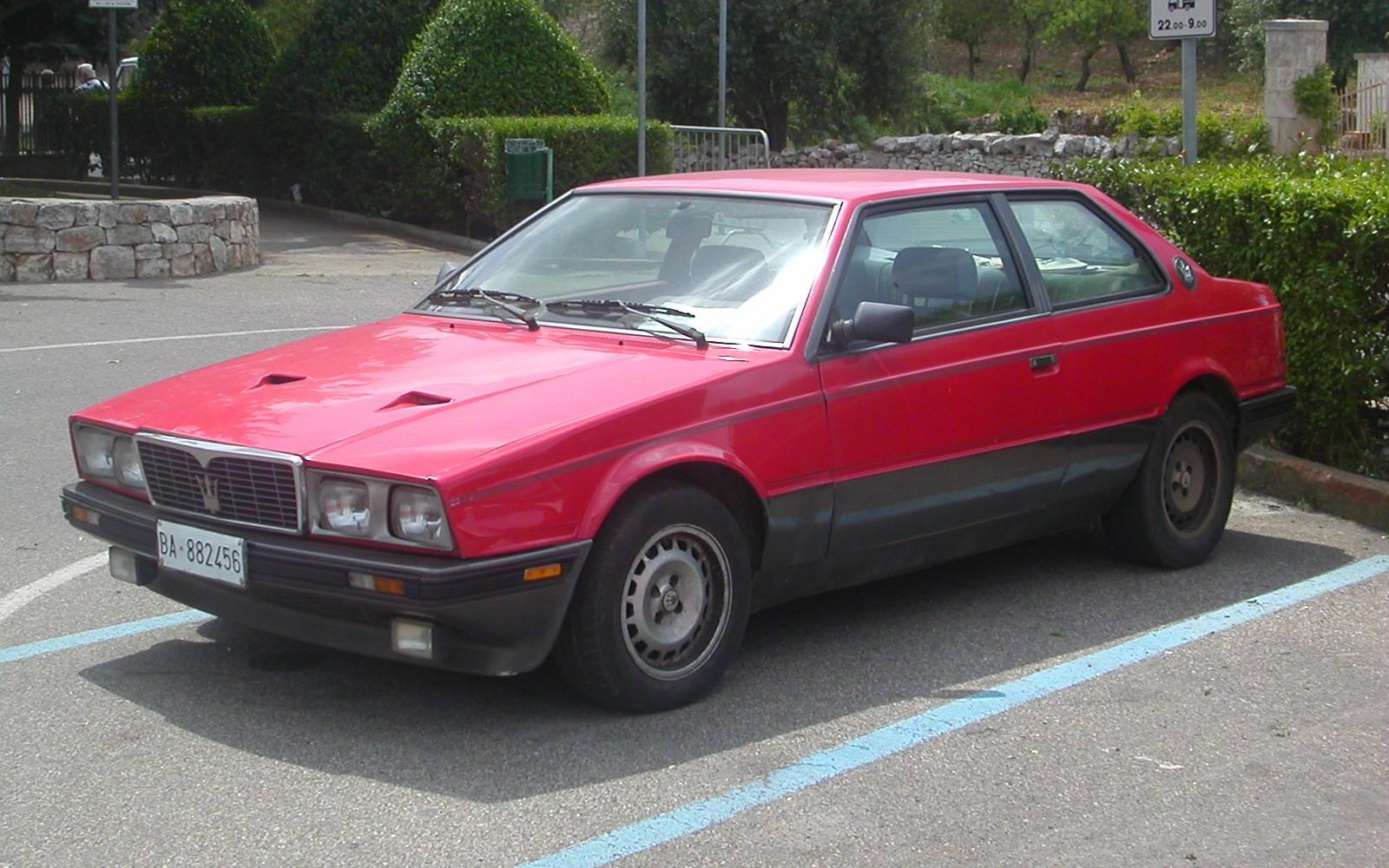
la Biturbo S

A partire dal 1976, furono introdotti nuovi modelli, che condividevano la struttura ma non i motori delle auto De Tomaso; la prima fu la gran turismo Kyalami, derivata dalla De Tomaso Longchamp, alimentata dal V8 Maserati. Successivamente fu sviluppata la terza generazione di Quattroporte, basata sulla De Tomaso Deauville,venduta a partire dal 1979. Nel 1976 fu introdotta la Biturbo, vettura che doveva essere il modello dei grandi numeri: grazie al prezzo competitivo (poco più di 22 milioni di Lire al lancio) era prevista una produzione di almeno 5.000 esemplari all'anno. L'obiettivo non fu subito raggiunto a causa dei problemi di affidabilità generati dall'incompleto sviluppo della vettura per accelerarne i tempi di commercializzazione. Il punto forte della Biturbo era il suo motore V6 dotato di due turbocompressori, il primo per un'auto di serie. La famiglia Biturbo ebbe un grande successo nonostante i problemi iniziali, vendendo circa 40.000 unità.
Nel corso degli anni furono lanciate nuove auto basate sulla Biturbo. Nel 1983 e 1984, la gamma si ampliò per includere berline (la 425 e la 420) e una cabriolet, la Spyder, carrozzata da Zagato. Nello stesso anno fu introdotta la 228, una coupé con una nuova versione da 2,8 litri del V6 biturbo, mentre la Quattroporte III fu rinnovata con una versione ancora più lussuosa denominata Royale, costruita su ordinazione in pochi esemplari. Nel 1988 arrivò la Karif, una due posti, basata sul telaio della Spyder a passo corto prodotta in soli 221 esemplari. Nel frattempo, il nome Biturbo fu completamente abbandonato per distaccarsi dai problemi di affidabilità che caratterizzavano i primi esemplari, mentre le coupé e le berline aggiornate presero la denominazione di 222 e 422. Il 1989 segnò la reintroduzione di una gran turismo a otto cilindri, la Shamal, costruita su un telaio Biturbo a passo corto modificato, rivestita da una nuova carrozzeria muscolosa progettata da Marcello Gandini. Era alimentata da un nuovo motore V8 biturbo accoppiato a un cambio a 6 marce.

### L'accordo con Chrysler
Nel 1984, la Chrysler acquistò una quota del 5% in Maserati. In seguito a un accordo tra De Tomaso e il capo della Chrysler, Lee Iacocca, fu firmata una joint venture. Maserati avrebbe prodotto un'auto per l'esportazione verso il mercato americano, la Chrysler TC by Maserati, con motori provenienti dalla Chrysler ma assemblata in Italia negli stabilimenti della casa modenese. A causa della brutta immagine che si era creata del marchio del tridente negli Stati Uniti derivata dai problemi di affidabilità delle prime Biturbo ne furono realizzati pochi esemplari.

### Gli anni '90
Nei primi anni '90 fu sviluppata un'auto sportiva a motore centrale, la Chubasco, che avrebbe dovuto debuttare nel 1992. Presentava una carrozzeria progettata da Gandini, un propulsore V8 e un telaio a trave centrale. Il progetto fu cancellato in quanto si rivelò troppo costoso. A partire dal 1990, l'intera gamma della Biturbo ricevette un restyling, seguendo lo stile della Shamal. L'ultima versione della coupé Biturbo fu chiamata Racing, un modello di transizione grazie al quale sperimentarono alcune caratteristiche presenti sull'erede Ghibli, che fu presentata nel 1992. Era una coupé a sei cilindri, basata sulla Biturbo ma con una nuova carrozzeria di Gandini e l'ultima evoluzione del V6 biturbo. Le basi ancora inedite della Chubasco diedero vita alla Barchetta, vettura con il compito di riprendere lo spirito delle gloriose barchette del passato ed essere prodotta in circa 30 esemplari, destinata ad un campionato monomarca.

### La proprietà FIAT e Ferrari
Il 19 maggio 1993, 18 anni dopo averla salvata dalla liquidazione, Alejandro De Tomaso vendette l'intera società alla FIAT, che divenne l'unico proprietario. Nel 1994, nacque la Quattroporte IV, basata sulle fondamenta della Biturbo. Progettata da Marcello Gandini, inizialmente era disponibile con un motore V6 condiviso con la Ghibli II ma due anni più tardi divenne disponibile una variante più potente con motore V8.
A luglio 1997, FIAT vendette il 50% della quota dell'azienda alla rivale storica di lunga data di Maserati, la Ferrari (a sua volta di proprietà di FIAT). due anni dopo ne prese il pieno controllo, trasformando Maserati nella sua divisione di lusso. fu costruita una nuova fabbrica, sostituendo l'esistente impianto degli anni '40. Nel 1998, è iniziato un nuovo capitolo nella storia del marchio del tridente quando l'azienda ha lanciato la 3200 GT. Questa coupé a due porte è alimentata da un motore V8 biturbo da 3,2 litri derivato dal motore della Shamal, che eroga 370 cavalli di potenza. Gli ultimi legami con l'era De Tomaso sono stati interrotti nel 2002, quando la 3200 GT è stata sostituita dalla Maserati Coupé e Spyder; evolutesi dalla 3200, queste auto utilizzavano un nuovo motore V8 Ferrari. Nel 2003 viene lanciata la quinta generazione della Quattroporte, anch'essa dotata del V8 Ferrari, che riscuoterà un notevole successo con 24.000 esemplari venduti.

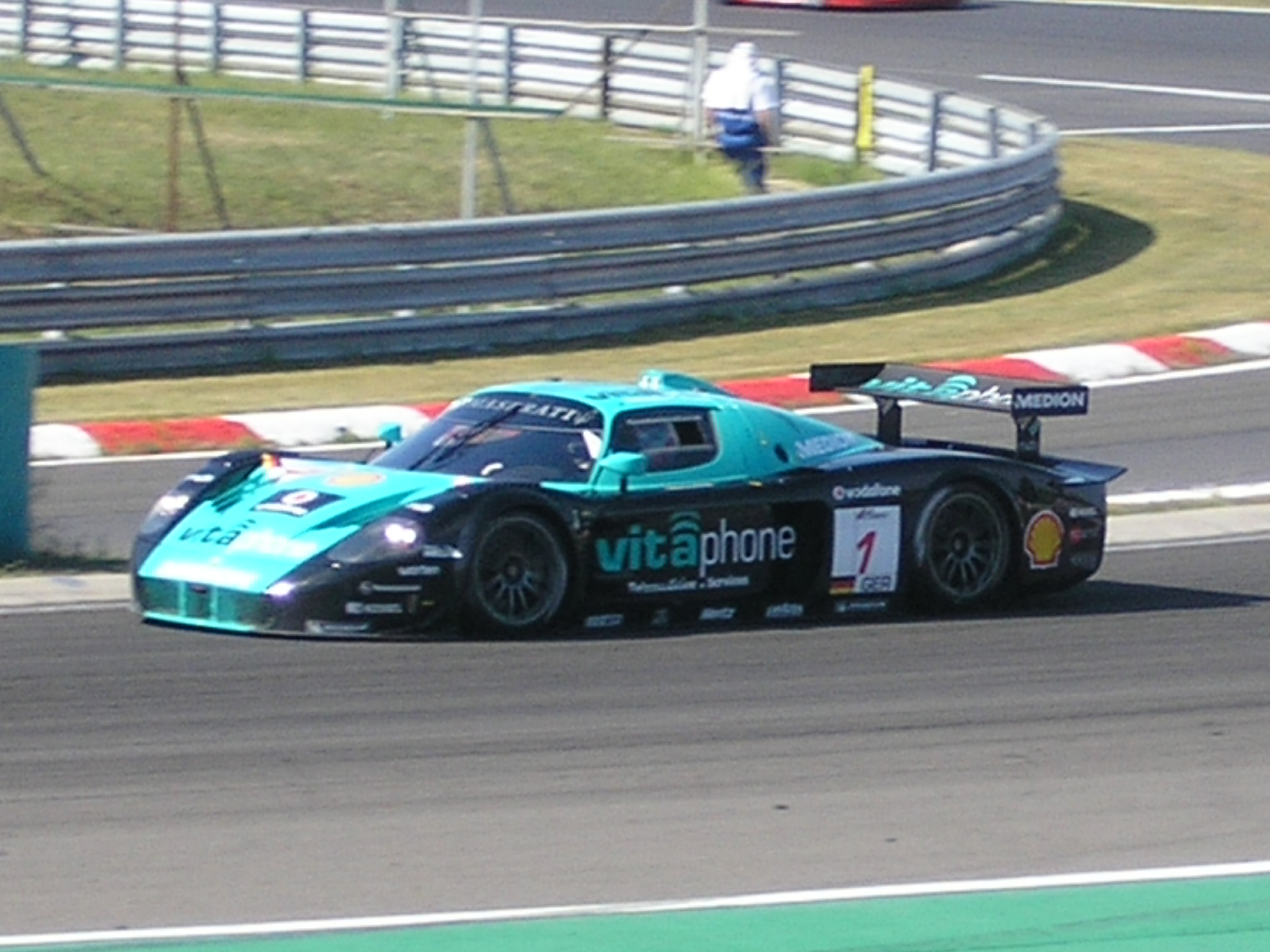
La MC12 impegnata nel FIA GT

Nel 2004 Maserati fa il suo ritorno nel motorsport all'interno del mondiale FIA GT con la MC12, sviluppata basandosi strettamente sulla Ferrari Enzo. Il suo debutto avviene nel 2004 a Imola, in una stagione di test gestita dall'equipaggio composto da Andrea Bertolini, Mika Salo, Johnny Herbert e Fabrizio de Simone. Nel 2005, si iscrive anche nell'American Le Mans Series, ottenendo numerosi podi ma non vincendo mai. In totale conquistò 6 titoli mondiali nella classe maggiore, la GT1. Per ottenere l'omologazione ne dovevano essere costruiti un minimo di 25 esemplari stradali nel 2004, seguiti da altri 25 l'anno successivo.
Nel 2005 la proprietà torna nuovamente al gruppo FIAT.
Nel 2007 viene presentata la GranTurismo, disegnata da Pininfarina, viene realizzata sul pianale della Quattroporte che aveva introdotto il nuovo stile della casa del tridente, mentre due anni dopo fu il turno della sua equivalente cabrio denominata GranCabrio. Entrambe le vetture erano equipaggiate con il V8 di derivazione Ferrari. Nel 2013, viene presentata la Quattroporte VI. A questa è seguita l'introduzione della Ghibli, vettura destinata a competere nel segmento E, rimasto scoperto nella gamma Maserati. L'anno successivo viene presentata L'Alfieri, una concept car coupé, tributo al fondatore della casa Alfieri Maserati. A partire dal 2016 viene introdotta la Levante, primo SUV della casa di Modena, mentre nel 2020 viene presentata la MC20, che segna il ritorno nella produzione di vetture a motore centrale. La MC20 è dotata di un nuovo propulsore V6 denominato "Nettuno", sviluppato internamente da Maserati. Nel 2022 vengono presentati due nuovi modelli, la seconda generazione di GranTurismo, dotata del V6 Nettuno, e il SUV Grecale.
Il 10 gennaio 2022, il marchio ha annunciato la sua entrata in Formula E come produttore, in collaborazione con il team monegasco Venturi Racing per la stagione 2022-23, segnando il suo ritorno nel mondo delle corse dopo 13 anni d'assenza, creando il nuovo team Maserati MSG Racing.

### La crisi con Stellantis
Nel biennio 2023-2024, con la proprietà francese, Maserati affronta una crisi senza precedenti. Il personale viene ridotto dai 1.300 dipendenti del 2022, a soli 400 nel giugno 2024, peraltro a turno in cassa integrazione. Nel settembre 2024 continuano le politiche di incentivo all'esodo e ricollocamento dei dipendenti rimasti, sbugiardando la strategia di continuità del marchio da parte del gruppo guidato da Tavares.

## Le competizioni
Maserati ha una ricca storia legata alle competizioni sin dalle sue origini. La Tipo 26 del 1926 fu la prima vettura marchiata Maserati a debuttare alla Targa Florio, ottenendo subito la vittoria di categoria. Nel 1929 vinse il suo primo Gran Premio a Tripoli con la Tipo V4, stessa vettura che stabilì il nuovo record mondiale di velocità. Durante gli anni '30, la 4CS 1500 vinse la Mille Miglia, mentre l'8CTF conquistò due volte la 500 Miglia di Indianapolis nel 1939 e 1940.
Nel dopoguerra, Maserati ritornò alle gare con la 4CLT/50 nel Campionato del mondo di Formula 1 del 1950. La celebre 250F vinse diverse gare e fece ottenere al noto pilota Fangio il titolo di campione del mondo per 2 volte, nel 1954 e nel 1957.  Oltre alla Formula 1, Maserati si distinse nelle gare di resistenza negli anni '50 e '60 con vetture come la 300S e la Tipo 60 "Birdcage". Nel 2004, la casa ritornò nel motorsport con la MC12 nel mondiale FIA GT, che ha portato a conquistare sei titoli mondiali nella classe GT1.
Nel 2022, Maserati ha annunciato il suo ingresso nella Formula E in collaborazione con il team Venturi Racing a partire dalla stagione 2022-23.
Nel 2023, Maserati partecipa all'ultima tappa del GT2 European Series, per poi prendere a parte all'intero campionato del 2024 con 4 vetture.

## Le vetture

### Modelli in produzione
| MC20 | Grecale | GranTurismo | GranCabrio |
| ---- | ------- | ----------- | ---------- |
|      |         |             |            |

## Altri prodotti
Per un periodo l'azienda oltre alla produzione di automobili si è dedicata allo sviluppo di componenti automobilistici (candele di accensione e accumulatori), oltre che a ciclomotori e motociclette, attiva dal 1947 al 1960 a Modena.